# Gummiauto
Ein Gummiauto ist ein Spielzeugauto, das meist aus Vinyl in der Zeit zwischen 1960 und 1980 hergestellt wurde.

## Beschreibung
Gummiautos wurden in großer Stückzahl verkauft und hatten den Vorteil, dass sie günstig und robust waren und beim Spielen die Möbel nicht beschädigten. Die wichtigsten Hersteller für den deutschen Markt waren „Tomte Laerdal“ aus Norwegen, „Galanite“ aus Schweden sowie die deutschen Fabrikate „Stelco“ und „Vinyl Line“. Es gab aber weltweit noch viele andere Hersteller. Die meisten Autos wurden im Maßstab 1:43 hergestellt.

## Bildergalerie

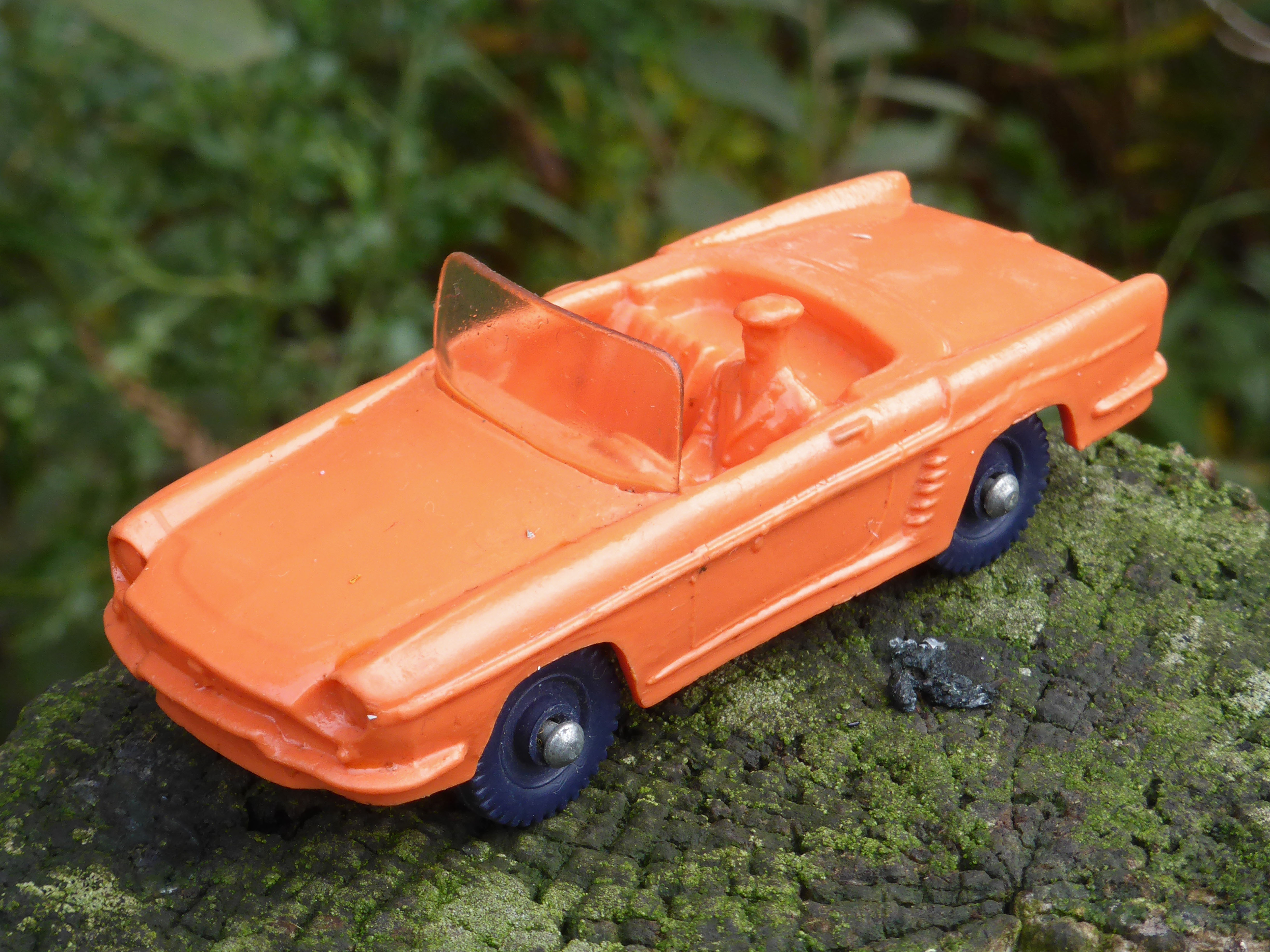
Spielzeugauto von Tomte Laerdal Renault Caravelle
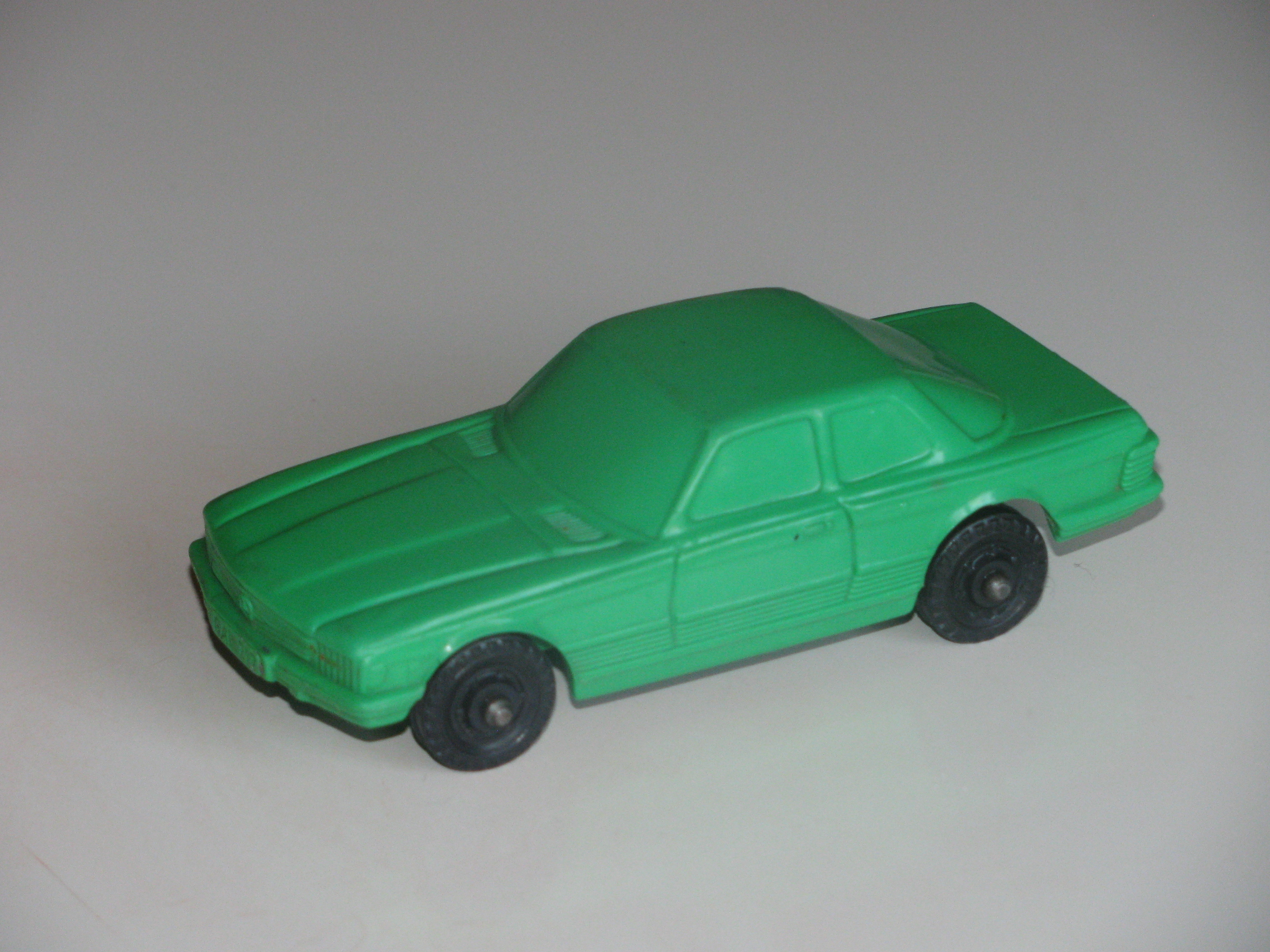
Gummiauto von Galanite Mercedes-Benz 350 SLC
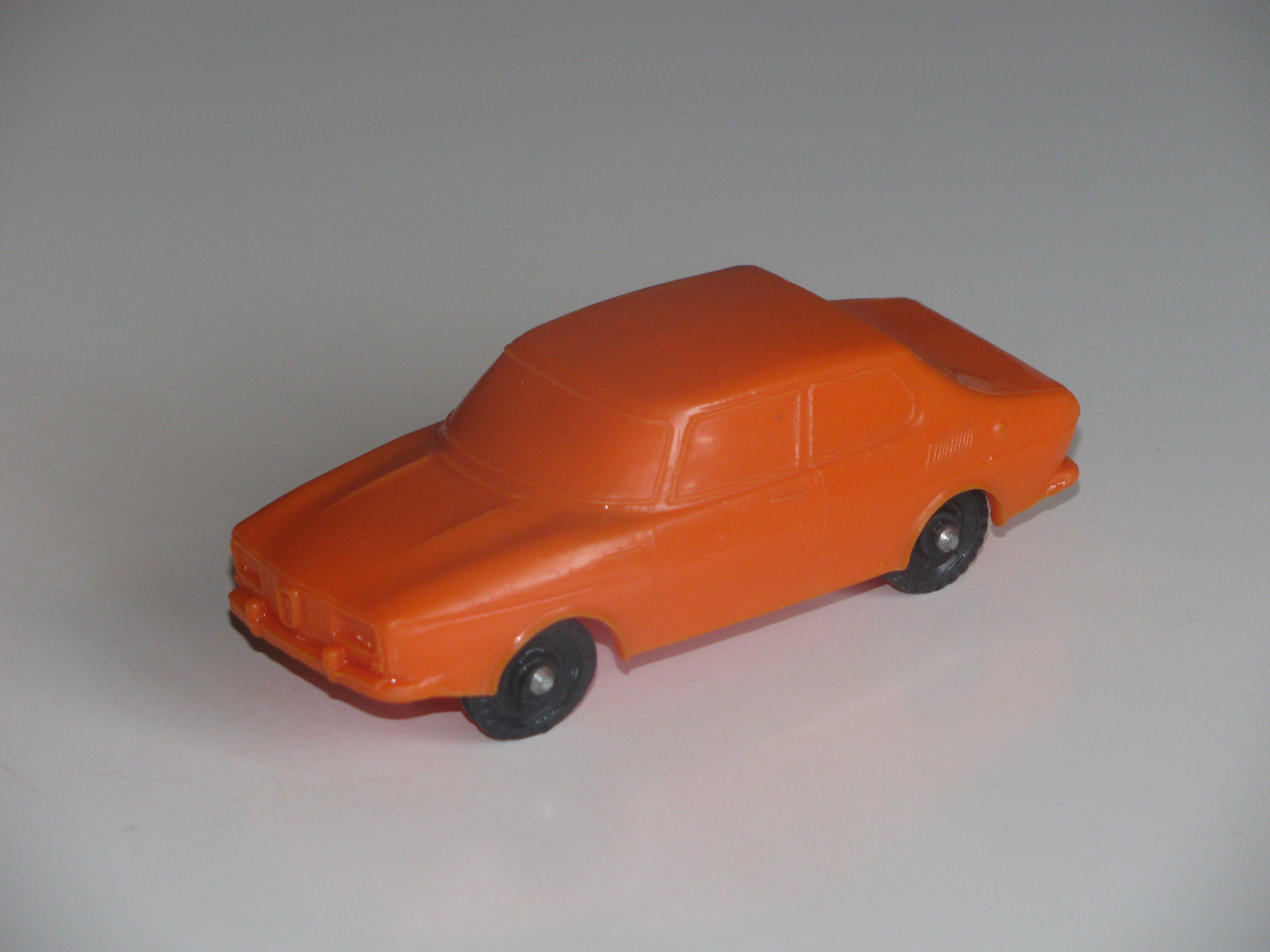
Gummiauto von Galanite Saab 99
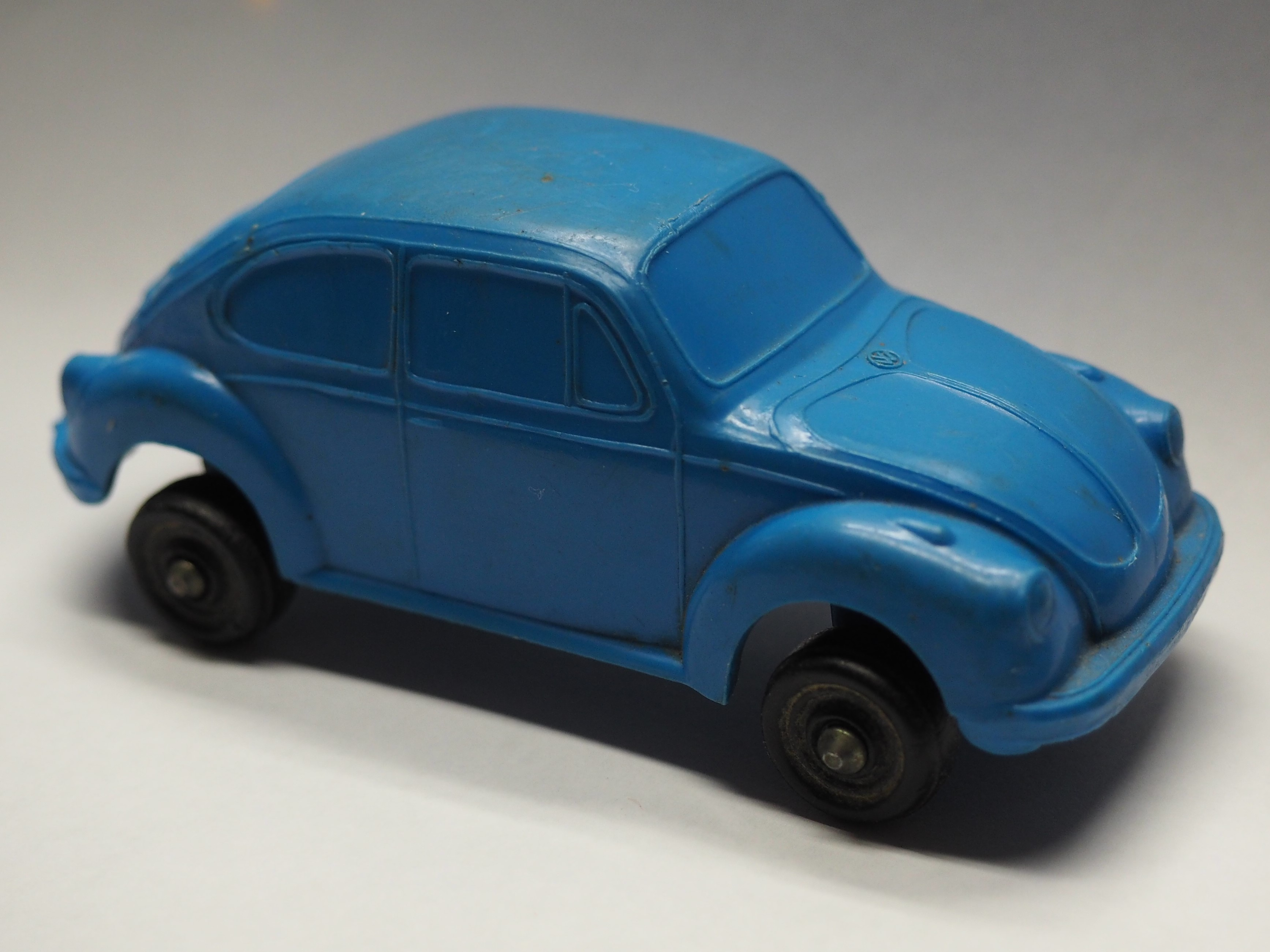
Gummiauto der finnischen Firma Plasto VW 1303